# Balmerreeks

In het Bohrmodel van het waterstofatoom ontstaan Balmerlijnen door een overgang tussen het tweede en een hoger niveau. De overgang van het tweede naar het derde stemt overeen met de absorptie van een foton met een golflengte van 656,3 nm. De overgang van derde naar tweede niveau, zoals getoond op de figuur, met de emissie van een foton met een golflengte van 656,3 nm.

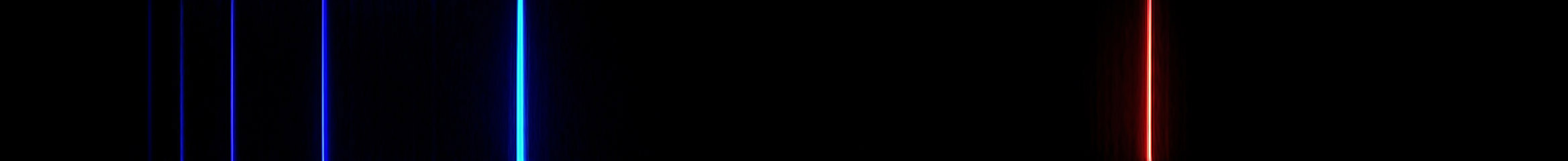
De Balmerlijnen zijn spectraallijnen van atomair waterstof, met golflengten die zich in het visuele gebied bevinden. De H-α lijn is de rode lijn rechts. De twee meest linkse lijnen worden strikt genomen als ultraviolet beschouwd omdat hun golflengte kleiner is dan 400 nm.

De Balmerreeks of Balmer-lijnen zijn spectraallijnen van atomaire waterstof, met golflengten die grotendeels in het visuele gebied van het elektromagnetische spectrum liggen. Ze kunnen optreden zowel als emissielijn of als absorptielijn. Ze ontstaan in waterstofatomen door overgangen van elektronen tussen het tweede energieniveau en een hoger niveau. De Balmerlijnen zijn genoemd naar de Zwitserse wis- en natuurkundige Johann Jakob Balmer (1825-1898) die een empirische formule opstelde voor hun golflengten.

## Fysische oorsprong
De Balmerlijnen ontstaat door overgang van een elektron van een energietoestand gekenmerkt door een hoofdkwantumgetal n = 2 naar een hogere toestand met hoofdkwantumgetal n > 2 of in omgekeerde richting door een overgang van een hoger niveau (n > 2) naar het niveau n = 2. In het eerste geval is absorptie van een foton vereist met een energie die exact gelijk is aan het energieverschil tussen de twee betrokken toestanden, zodat een absorptielijn ontstaat als dit proces op voldoende grote schaal voorkomt, bijvoorbeeld in de atmosfeer van een ster. In het tweede geval zal een foton met dat energieverschil worden uitgezonden, zodat een emissielijn kan ontstaan. De mogelijke overgangen van de Balmerreeks worden genoteerd met een hoofdletter H (het symbool voor waterstof) gevolgd door een Griekse letter: alfa voor de overgang tussen tweede en derde niveau, bèta voor de overgang tussen tweede en vierde niveau, enzovoort.

## Berekening van de golflengten
Ofschoon natuurkundigen reeds voor 1885 op de hoogte waren van het bestaan van atomaire emissies, hadden ze geen model om de golflengte van de emissielijnen nauwkeurig te voorspellen. De formule die Balmer opstelde deed dit met grote precisie voor de vier lijnen in het visuele gebied. De formule diende ook als basis van waaruit de Rydberg-formule als veralgemening werd geformuleerd. Dit leidde op zijn beurt weer tot de ontdekking van de andere groepen lijnen van het waterstofspectrum zoals de Lymanreeks, die in het ultraviolette gebied ligt. Naast de Balmerreeks kent men nog volgende reeksen: Lyman (n = 1), Paschen (n = 3), Brackett (n = 4), Pfund (n = 5) en Humphreys (n = 6).
De algemenere formule van Rydberg is:
{\displaystyle {\frac {1}{\lambda }}=R\,\left({\frac {1}{n^{2}}}-{\frac {1}{m^{2}}}\right),}
met
{\displaystyle \lambda } de golflengte in m
R de Rydbergconstante, een constante gelijk aan 1,097 × 107 m−1
m en n: de nummers van de twee energieniveaus, waarbij m > n
De Balmerformule wordt bekomen door n = 2 te kiezen. De andere parameter m kan dan waarden aannemen gelijk aan 3 en groter.
| Transition of {\displaystyle n} | 3→2   | 4→2   | 5→2   | 6→2    | 7→2         | 8→2           | 9→2           | {\displaystyle \infty }→2 |
| Name                            | H-α   | H-β   | H-γ   | H-δ    | H-ε         | H-ζ           | H-η           |                           |
| Golflengte (nm)                 | 656,3 | 486,1 | 434,1 | 410,2  | 397,0       | 388,9         | 383,5         | 364,6                     |
| Color                           | Rood  | Groen | Blauw | Violet | Ultraviolet | (Ultraviolet) | (Ultraviolet) | (Ultraviolet)             |

## Belang in de sterrenkunde

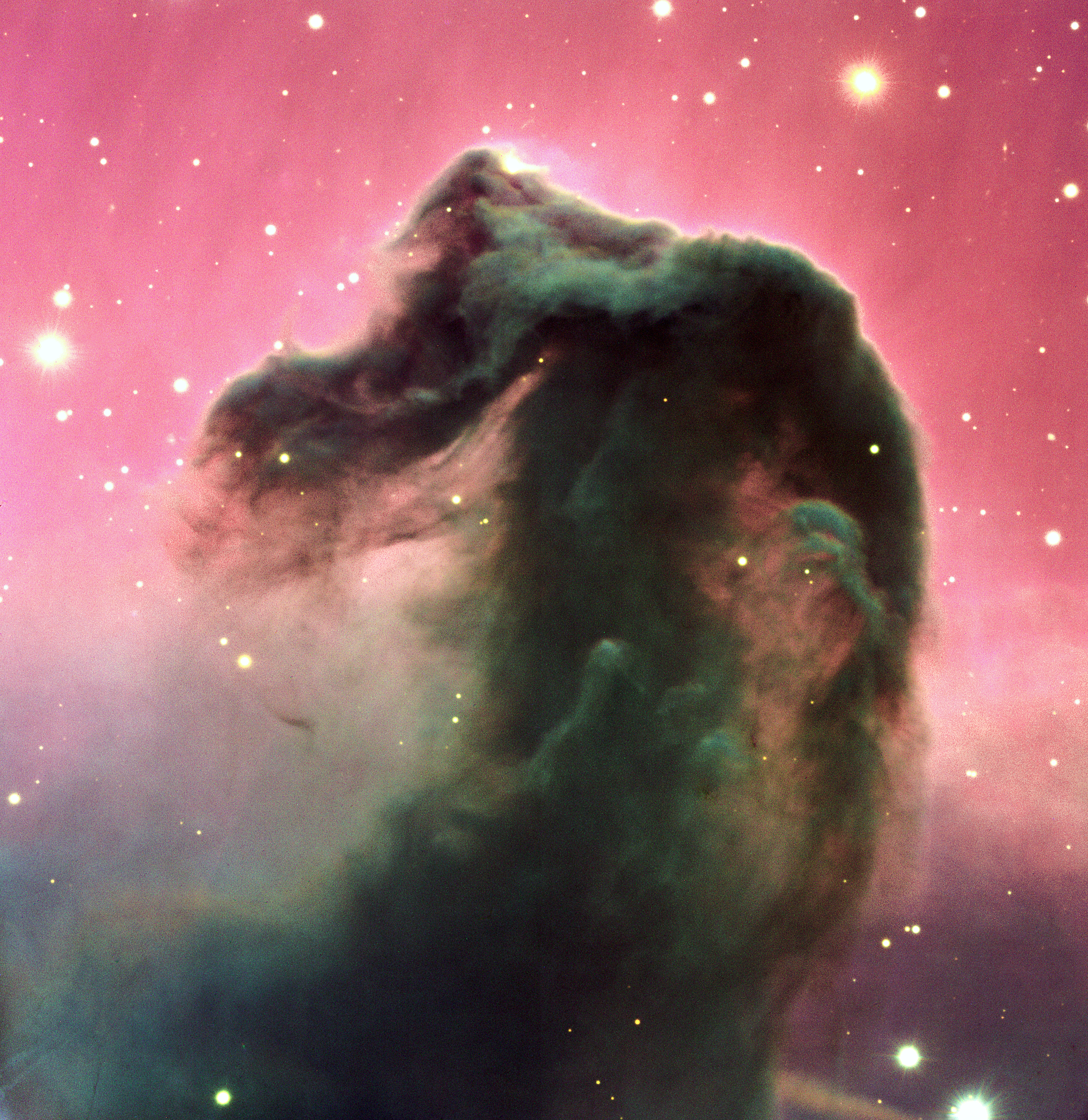
De Paardenkopnevel heeft, net zoals de bekende Orionnevel, een rode kleur door emissie in de H-alfalijn van het Balmerspectrum.

Het Balmerspectum is van groot belang in de sterrenkunde omdat waterstof het meest abundante element in het heelal is. Het is aanwezig in vrijwel alle objecten en in veel gevallen ook in zeer sterke mate. Zo is 90% van de atomen in de buitenlagen van sterren waterstofatomen. Deze vertegenwoordigen 70% van de massa. In spectra van sterren kunnen de Balmerlijnen worden gebruikt om de temperatuur in de steratmosfeer te bepalen, omdat de relatieve onderlinge sterkte van de Balmerlijnen van deze temperatuur afhangt. De Balmerlijnen bereiken hun maximale sterkte in sterren van spectraalklasse A0, dus sterren met een effectieve temperatuur van 10.000 K. Bij hetere sterren verdwijnen de lijnen omdat de waterstof in de steratmosfeer geïoniseerd is.
De H-alfalijn, de overgang tussen het tweede en het derde energieniveau, heeft een golflengte van 656,3 nm, dus in het rode gebied van het zichtbare elektromagnetische spectrum. Deze lijn zorgt voor de roze kleur die in heel wat emissienevels zoals de Orionnevel te vinden is. Deze nevels zijn typische gebieden van actieve stervorming.
Naast het halen van informatie uit de (relatieve) sterkte van Balmerlijnen worden de lijnen ook gebruikt om de radiële snelheid van een object te bepalen door middel van de Dopplerverschuiving. In het geval van een dubbelster kan via deze weg de omwentelingsperiode bepaald worden, evenals informatie over andere baanelementen. Toegepast op sterrenhopen kan de radiale component van de eigenbeweging bekomen worden, dus de snelheidscomponent langs de gezichtslijn vanaf de Aarde. Dit is tevens het geval voor sterrenstelsel, en dit tot op grote afstand.